# Samsø Festival
Samsø Festival er en dansk musikfestival, der afholdes årligt i uge 29 på Samsø. Festivalen blev stiftet i 1989 med støtte fra lokale foreninger og åbnede officielt første gang i 1990 med et budget på omkring 500.000 kr. som blev skabt gennem sponsorater og lokale initiativer; de første optrædende inkluderede Michael Learns to Rock, Poul Dissing og Djurslandspillemændene. Festivalen har udviklet sig til at blive kendt som “Danmarks hyggeligste festival”, og inklduerer genrer som pop, rock, folkemusik og elektronisk musik, og og det tiltrækker hvert år tusindvis af gæster.
Samsø Festival er kendt for sin intime atmosfære, familievenlige profil og grønne tilgang. Festivalen arrangeres af en frivillig bestyrelse, og har fokus på fællesskab, miljøvenlighed og lokale samarbejder, hvilket understøtter dens navn som Danmarks hyggeligste festival

## Optrædende
| År   | Datoer       | Gæster | Bands |
| ---- | ------------ | ------ | --- |
| 1990 |              |        | Michael Learns to Rock, Poul Dissing, Djurslandspillemændene |
| 1991 |              |        | |
| 1992 |              |        | |
| 1993 |              |        | |
| 1994 |              |        | |
| 1995 |              |        | |
| 1996 |              |        | |
| 1997 |              |        | D-A-D, Psyched Up Janis |
| 1998 |              |        | Slade |
| 1999 |              |        | Kim Larsen & Kjukken, Runrig |
| 2000 |              |        | Manfred Mann’s Earth Band |
| 2001 |              |        | |
| 2002 |              |        | Love Shop |
| 2003 |              |        | |
| 2004 |              |        | |
| 2005 |              |        | |
| 2006 |              |        | Gnags |
| 2007 |              |        | Europe |
| 2008 |              |        | The Savage Rose |
| 2009 |              |        | Gnags, D-A-D |
| 2010 |              |        | Nik & Jay, Sanne Salomonsen, Beth Hart, Kashmir, Runrig, Shu-bi-dua, Infernal, Dalton, Dizzy Mizz Lizzy, Dúné                                                         |
| 2011 |              |        | Carpark North, Poul Krebs, Rasmus Seebach, Danser med Drenge, Johnny Madsen, Veto, Kim Larsen & Kjukken, Magtens Korridorer, Outlandish, The Savage Rose, Tina Dickow |
| 2012 |              |        | De Glade Sømænd, L.O.C, Medina, Michael Falch, Hej Matematik, Mànran, Poul Krebs, The Storm, Aqua, Johnny Madsen, Malk de Koijn, Marie Key                            |
| 2013 |              |        | |
| 2014 |              |        | |
| 2015 |              |        | |
| 2016 |              |        | |
| 2017 |              |        | |
| 2018 |              |        | |
| 2019 |              |        | |
| 2020 |              |        | |
| 2020 |              |        | Aflyst grundet coronaviruspandemien |
| 2021 |              |        | Aflyst grundet coronaviruspandemien |
| 2022 | 20.-23. juli |        | Dizzy Mizz Lizzy, Gnags, Drew Sycamore, Hjalmer, Mads Langer, Poul Krebs, Pauline                                                                                     |
| 2023 |              |        | |
| 2024 |              |        | Rasmus Seebach |
| 2025 |              |        | Carl Emil Petersen, Ella Augusta, Fyr og Flamme, Jada, Jung, KALASET, Malte Ebert, Mumle, Saveus, Suspekt                                                             |